# 이나시베쓰역
이나시베쓰역(일본어: 稲士別駅)은 일본 홋카이도 나카가와 군 마쿠베쓰정에 있는 홋카이도 여객철도의 역이었다. 역 번호는 K33이며, 단선 승강장 1면 1선의 구조를 지닌 지상역이다.

## 이용 현황
| 연도     | 하루 평균 승차 인원 |
| 1992년도 | 2                   |
| -------- | ------------------- |

## 역 주변
- 이나시베쓰 강
- 마쿠베쓰 자동차 학교

## 역사
- 1959년 10월 7일 : 이나시베쓰 가승강장(일본어: 稲士別仮乗降場)으로서 개업.
- 1987년 4월 1일 : 민영화에 의해, 홋카이도 여객철도로 이관과 동시에, 이니시베쓰역으로 승격.
- 2017년 3월 4일: 역 업무를 폐지.

## 인접 정차역
| 홋카이도 여객철도 네무로 본선 | 홋카이도 여객철도 네무로 본선 | 홋카이도 여객철도 네무로 본선 |
| ----------------------------- | ----------------------------- | ----------------------------- |
| K32 사쓰나이 신토쿠 방면      | 네무로 본선                   | 마쿠베쓰 K34 구시로 방면      |